# Richard Reiter
Richard Lawrence „Rich“ Reiter (* 27. Januar 1947; † 22. Januar 2024) war ein US-amerikanischer Jazz- und Unterhaltungsmusiker (Saxophon, auch Komposition).

## Leben und Wirken
Reiter wuchs in Silver Spring, Maryland, auf. Als Teenager war er von der Bürgerrechtsbewegung  in den 1960er Jahren inspiriert. 1970 schloss er seinen Bachelor an der University of Maryland ab und erwarb 1972 den Master an der Catholic University of America in Washington, D.C. Während seines Studiums lernte er seine künftige Ehefrau Susan Feldman kennen.
Reiter wirkte im Laufe seiner Karriere wirkte bei vielen Aufnahmen mit, des Weiteren legte er fünf Alben unter eigenem Namen vor, darunter Time Has Come. Er war ein gefragter Backgroundmusiker und trat bei Konzerten mit Stars der Musikbranche auf, darunter Frank Sinatra und Tony Bennett. 1979 erhielt Reiter für seine Musik zum Dokumentarfilm „Generation on the Wind“ einen Emmy Award für die beste Musikpartitur für eine unabhängige Produktion. 1980 stand er als Solist in Bob Fosses Broadway-Musical „Dancin‘“ auf der Bühne. Daneben war er lange Jahre als Musikpädagoge tätig; in späteren Jahren veranstaltete er Trommelkurse bei Gemeinschaftsveranstaltungen. Im Bereich des Jazz war er laut Tom Lord zwischen 1982 und 2008 an sieben Aufnahmesessions beteiligt, u. a. mit Stan Rubin (Stan Rubin's Back on Campus, Vol. 2), der Formation Crossing Point, The Joe Carson Big Band, Mike Ponella und Michael Treni/Jazz Composer’s Workshop Orchestra.